# Turdoides tenebrosa
El turdoide sombrío (Turdoides tenebrosa) es una especie de ave paseriforme de la familia Leiothrichidae propia del interior del África tropical.

## Distribución y hábitat
Se encuentra el interior de África, distribuido por la República Centroafricana, el noreste de la República Democrática del Congo, Etiopía, suroeste de Sudán, Sudán del Sur y Uganda. Su hábitat natural son las zonas de matorral húmedo tropical y las sabanas.